# Ruth Hussey
Ruth Hussey (født 30. oktober 1911, død 19. april 2005) var en amerikansk teater- og filmskuespiller. Hun gjorde sin filmdebut i 1937 og medvirkede i over 60 film og tv-produktioner. Hun blev Oscar-nomineret for sin præstation i filmen Natten før brylluppet fra 1940.
Hun har en stjerne for film i Hollywood Walk of Fame på 1551 Vine Street.